# رونالد جون بيكر
رونالد جون بيكر هو مهندس كندي، ولد في 28 مارس 1912 في Yellow Grass ‏ في كندا، وتوفي في 24 مارس 1990 في بوينت كلير في كندا.